# Хунин-1
Хунин-1 – крупный нефтяной блок или участок нефтяном поясе Ориноко находящие на востоке Венесуэлы в штате Ансоатеги. Хунин-1 состоит из 4-х залежей нефти. Открыто в 2006 году.
В блок Хунин-1 входит 3 месторождения: Хунин-1, Игуана-Суата и Суата-Норте.
Общие геологические запасы 4-х залежей нефти в блоке Хунин-1 составляют 37 млрд 700 млн баррелей, или 6 млрд тонн нефти.
Операторами разработки стали PDVSA c Беларуснефть.